# Kállay Tibor
Nagykállói Kállay Tibor (Budapest, 1881. január 6. – Budapest, 1964. május 24.) politikus, közgazdász, pénzügyminiszter a második Bethlen-kormányban.

## Életrajza

### Családja
Kállay Rudolf (1853-1920) sebész, főorvos és Dobóczky Malvin (1860-1939) legidősebb gyermekeként született. Első felesége Mary Nietzsche, második Oroszy Ilona (1924-től). Egy gyermeke született, Tibor (1909-1983). Húga, Helén 1914-ben feleségül ment Kállay Miklóshoz, a későbbi miniszterelnökhöz.

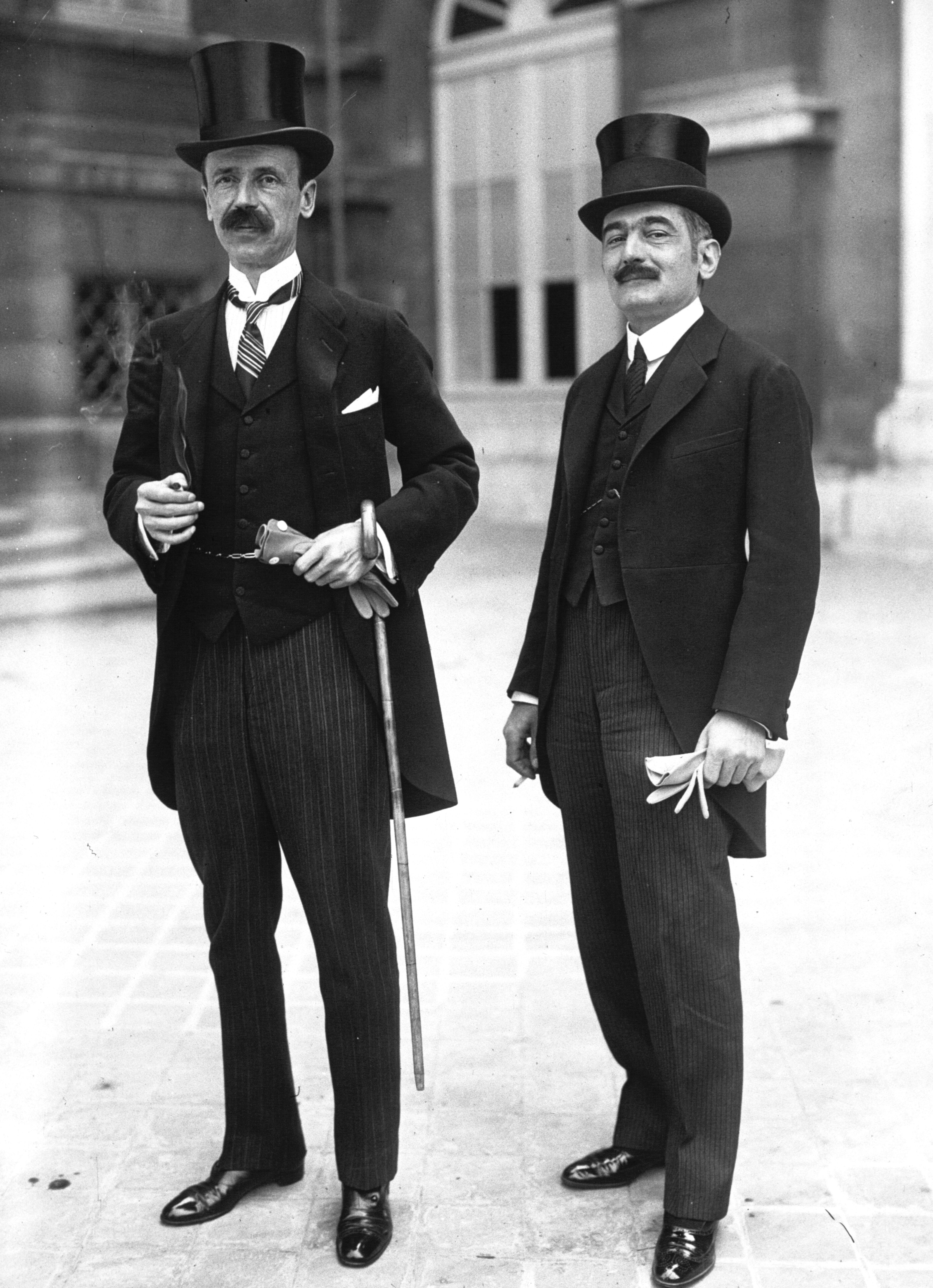
Bethlen István és Kállay Tibor Londonban, 1923-ban, a jóvátételi tárgyalások idején

### Pályakezdet
Debrecenben a Katolikus Főgimnáziumban érettségizett, majd a Budapesti Tudományegyetemen doktorátust szerzett (jog- és államtudományok). Katonaévét Bécsben, a 4. cs. és kir. huszárezredben szolgálta le.
1905-től a székesfőváros IV. kerületi adófelügyelőségénél dolgozott, de már 1906-tól a Wekerle Sándor által vezetett pénzügyminisztérium munkatársa volt. 1912-ben a minisztérium költségvetési osztályának vezetője lett, titkári rangban. A Tanácsköztársaság alatt a románok megszállta tiszántúli területekről először Szegedre, majd Bécsbe ment, ahol tevékenyen bekapcsolódott az antibolsevista szervezkedésekbe. 1919 őszén a külügyminisztérium államtitkárává, majd a Felszámoló Hivatal elnökévé nevezték ki. (A Felszámoló Hivatal végezte a Monarchia felbomlása után az osztrák, magyar, valamint a kivált utódállamok pénzügyi szétválasztását, a szanálást.) Funkciója révén a trianoni békedelegációnak is tagja volt. 1920-ban Korányi Frigyes báró visszahívta a pénzügyminisztériumba, ahol Kállay az adózási apparátus kiépítésének feladatát kapta.

### Minisztersége
Elődje, Hegedüs Lóránt menesztése után Kállay Tibor 1921. december 4-én kapta meg a pénzügyminiszteri tárcát, azzal a feladattal, hogy az államháztartást egyensúlyba hozza. Eleinte Hegedüs módszerét követve "bankópréssel", vagyis az infláció felpörgetésével kísérletezett, de belátva ennek sikertelenségét, 1922-től - hosszadalmas parlamenti harcok árán - adóreformot csikart ki és csökkentette az állami alkalmazottak számát. (Az adóreform, és különösen az azon belüli földadó körüli nézeteltérések miatt mondott le a nemzetgyűlés akkori elnöke, gyulai Gaál Gaszton, aki egyúttal az Egységes Pártból is kilépett.) Újdonság volt az adópolitikában, hogy megjelentek a helyi adók is, amelyet a városok saját hatáskörben vethettek ki. Még ugyanebben az évben, 1922-ben Kállayt a nagykanizsai választókerület képviselője lett.
Kállay Tibor és Bethlen István nevéhez fűződik az antant-hatalmakkal kötött megállapodás a fizetendő magyar pénzügyi jóvátételről, továbbá az ennek révén lehetővé váló népszövetségi kölcsön felvétele. Minisztersége alatt készítették elő a Magyar Nemzeti Bank 1924-es létrehozását.

### Lemondása, és azt követő pályafutása
1924. február 20-án a koronaderout megakadályozása céljából belső kényszerkölcsön felvételére kért felhatalmazást, a parlament leszavazta, ezért lemondott.

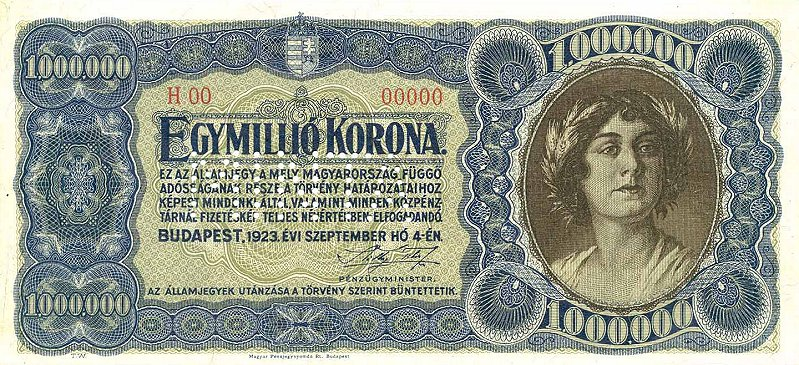
Egymillió koronás bankjegy 1923-ból, Kállay Tibor pénzügyminiszter aláírásával

1924-től 1926-ig az Egységes Párt fővárosi szervezését irányította, ennek egyik eleme a Polgári Egység Klub megalakítása volt 1926-ban. Szervezőmunkájának köszönhetően ebben az évben vele együtt négy egységes párti induló jutott be a fővárosban a képviselőházba.
A következő év elején a választójog titkosságáért, majd a hadikölcsönök felértékelése érdekében szólalt fel. Mivel úgy látta, hogy törekvéseit nem valósíthatja meg, az államvezetésben pedig növekszik az etatizmus, 1928-ban kilépett az Egységes Pártból és képviselői mandátumát is visszaadta. Különféle csoportosulások vezetői szerették volna megnyerni maguknak, hogy csatlakozzon hozzájuk (mások mellett például Rassay Károly szabadelvű politikus), de Kállay többé nem kötelezte el magát pártszínekben. Korábbi körzetében, Nagykanizsán azonban nagy szavazattöbbséggel függetlenként újraválasztották és 1935-ig két cikluson keresztül képviselő volt. 1935 után már nem indult országgyűlési választásokon, viszont számos részvénytársaságban és egyesületben vállalt vezető pozíciót, például a 30-as években a Jugoszláv-Magyar Közgazdasági Kamara és a Nemzetközi Bridzs Liga elnöki tisztét látta el.
Több írásában foglalkozott Wekerle Sándor életével és munkásságával, akit pragmatikus gazdasági nézetei miatt személyes példaképeként is emlegetett.

## Írásai
- A hit és tudás egysége (Bangha Béla-Herczeg Ferenc /szerk./: Napkelet és napnyugat - Élő szellemek hódolata az Oltáriszentség előtt, Pázmány kiadás, Budapest, 1938, 89-91. o.)
- Kállay Tibor beadványa a Jóvátételi Bizottsághoz (Toldi, Budapest, 1923)
- Katolikus elvek a közgazdaságban (Egyetemi Nyomda, Budapest, 1941)
- Liberalizmus és haladás (1930) (Újraközlése: Befogadók. Írások az antiszemitizmus ellen 1882-1993 (Vál. és bev: Karsai László), Aura Kiadó, Budapest, 1993)
- A munkanélküli jövedelemről és vagyonról - előadás a Cobden Szövetség Szemináriumában 1936 február 25-én (Cobden Szöv. /Fráter Nyomda/, Budapest, 1937)
- Politikai hatalom és közgazdaság - a Magyar Cobden Szövetségben 1932. évi január 19-én tartott előadás (Cobden Szöv. /Hungária Nyomda/, Budapest, 1932)
- Ungarn im neuen Europa (Stádium Ny., Budapest, 1942)
- Választ a tőzsde: a Budapesti Áru- és Értéktőzsde 1943. évi május hó 28-i közgyűlésével kapcsolatos tőzsdetanácsosi választáshoz (Maros Imre /Tipográfiai Műintézet/, Budapest, 1943)
- Wekerle Sándor serlegbeszéd (Hunnia Ny., Budapest, 1941)